# AH-1 SuperCobra

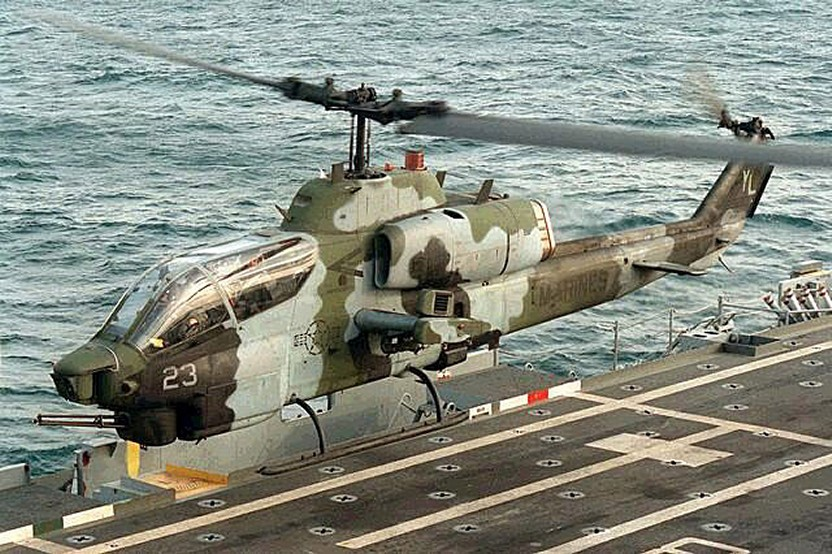
AH-1 SuperCobra

AH-1 SuperCobra este un elicopter de atac/antitanc modern, utilizat de U.S. Army.